# Raffaele Mazio
Raffaele Mazio (Roma 24 de outubro de 1765 - Roma, 4 de fevereiro de 1832; também Raffaele Mazzio), foi um cardeal da Cúria da Igreja Católica Romana.

## Vida
Raffaele Mazio, cujo pai Giacomo, de Roveredo GR, também trabalhou na administração papal, estudou teologia no Collegio Romano e foi em 1791 pelo Papa Pio VI nomeado mestre de cerimônias papal. O novo Papa Pio VII nomeou-o Secretário da Congregação para Cerimônias em 1800 e deu-lhe o título de Honorário Camareiro Papal. De 1801 a 1805 trabalhou para o cardeal Giovanni Battista Caprara como seu eunuco. Durante a ocupação francesa de Roma, Mazio foi forçado a deixar a cidade e acabou preso em Cento.
Mazio só foi libertado na primavera de 1814 e pôde visitar o Papa Pio VII em Cesena. Durante as negociações, inclusive no Congresso de Viena, apoiou o Cardeal Secretário de Estado Ercole Consalvi. 
Em 1815 ele finalmente retornou a Roma e a partir de 1816 trabalhou na Penitenciária Apostólica. Pio VII já lhe dera o título de prelado da casa papal em junho de 1815. Nos anos que se seguiram, continuou a colaborar com o Cardeal Consalvi, tornando-se Secretário da Congregação Consistorial e do Colégio Cardinalício. Ele também foi secretário do Conclave de 1823.
Papa Leão XII nomeou-o Assessor da Inquisição Romana e Universal em dezembro de 1824. Em 1825 ele também nomeou Mazio Protonotário Apostólico.
O Papa Pio VIII o admitiu no Colégio dos Cardeais em 15 de março de 1830 como cardeal sacerdote de Santa Maria em Trastevere. Nada se sabe sobre suas ordenações espirituais anteriores. Participou do Conclave de 1830–1831 que foi eleito o Papa Gregório XVI. O cardeal Mazio morreu de epilepsia no ano seguinte. Ele foi enterrado em sua igreja titular, Santa Maria in Trastevere.